# Гликерій Дубицький
Гликерій Дубицький ЧСВВ (ім'я також: Глікерій, Гліцерій; хресне ім'я Григорій; пол. Glicery Dubicki; квітень 1738, Вишня, Брацлавське воєводство — 7 жовтня 1813, Краснопуща) — український церковний діяч, священник-василіянин, педагог, місіонер, перший ігумен Дрогобицького василіянського монастиря, ігумен Крехівського (1800—1811) і Краснопущанського монастирів (1811—1813).

## Життєпис
Народився у квітні 1738 року у Вишні Брацлавського воєводства в сім'ї Сильвестра Дубицького і Анни з роду Миклашевських. Чотири роки вивчав риторику. 20 травня 1762 року вступив до Любарського василіянського монастиря, звідки був направлений до Почаївського монастиря для проходження новіціату. Через рік 1 липня 1763 року склав вічні обіти і переїхав до Гощі на професора інфіми в тамтешній василіянській школі. Через рік направлений на філософські студії до Лаврівського монастиря, де отримав дияконські свячення. Після завершення курсів філософії направлений до монастиря святого Онуфрія в Добромилі для вивчення спекулятивного богослов'я, і там був висвячений на священника 17 жовтня 1766 року преосвященним Атанасієм Шептицьким, Перемишльським владикою.

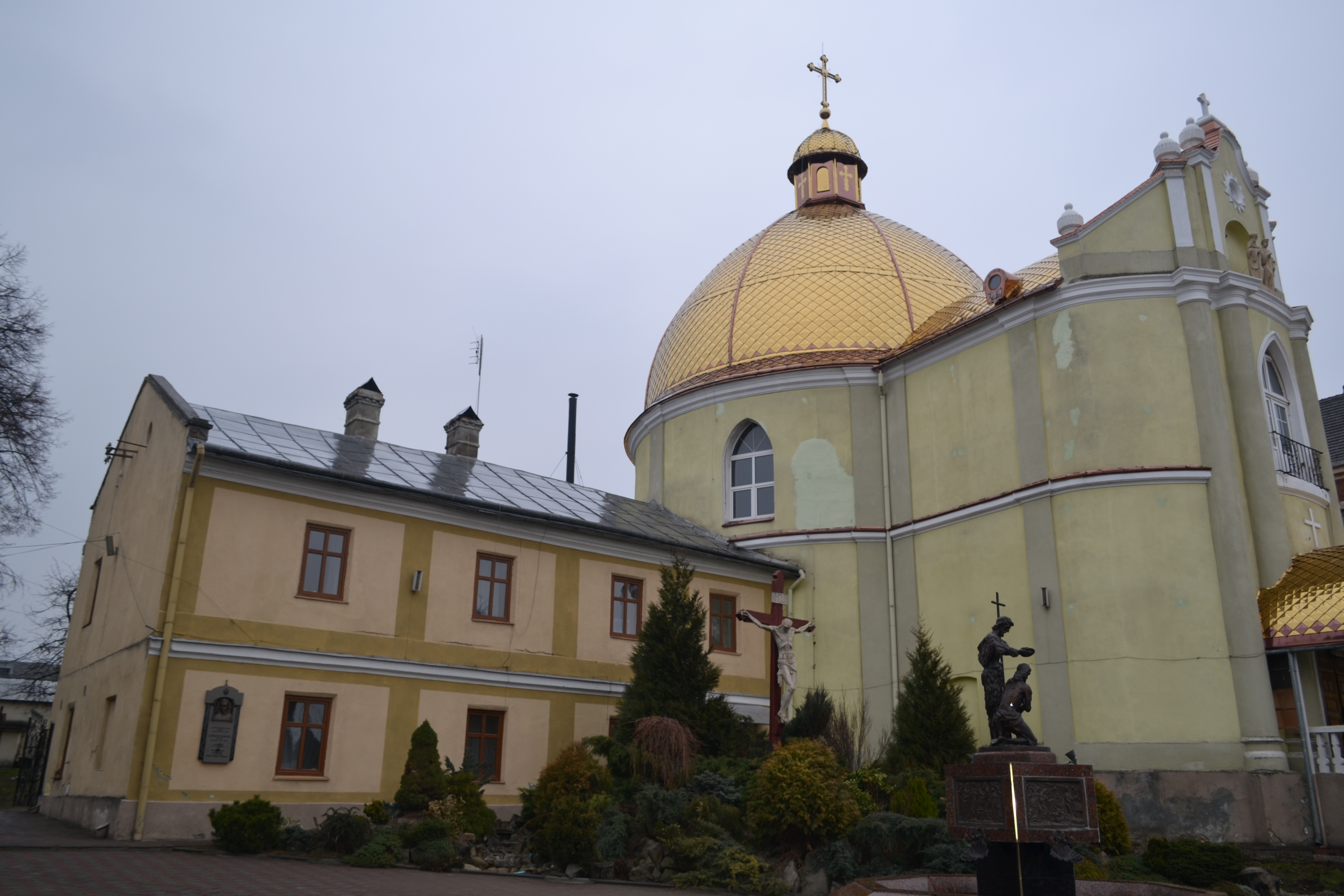
Василіянський монастир і церква святих апостолів Петра і Павла в Дрогобичі

Після завершення чотирирічного курсу богослов'я направлений до монастиря в Замості, де виконував обов'язки місіонера, проповідника і вікарія монастиря. У 1774 році став ігуменом новозаснованого василіянського монастиря в Дрогобичі, утвореного в результаті об'єднання трьох довколишніх монастирів: Летнянського, Лішнянського та Дережицького, і префектом василіянської місії в Дрогобичі. Спорудив нову церкву разом зі школою (1778), у якій, окрім гімназійних наук, були також виклади філософії та математики. У 1780 році на Тороканській капітулі удостоєний титулу ректора. 1784 року австрійський уряд замкнув гімназію, натомість о. Дубицький на її місце відкрив головну нормальну школу з німецькою мовою викладання. Окремо заснував також школу із руською (українською) мовою викладання. У 1783 році був вибраний на посаду секретаря провінції для Перемишльської єпархії, потім радником провінції для цієї єпархії; у 1785 році став парохом у Дрогобичі. У 1800—1811 роках був ігуменом Крехівського монастиря. Останні два роки життя був ігуменом у Краснопущанському монастирі.
Помер 7 жовтня 1813 року в Краснопущі.